# Großsteingrab Borupgård 2
Das Großsteingrab Borupgård 2 war eine megalithische Grabanlage der jungsteinzeitlichen Nordgruppe der Trichterbecherkultur im Kirchspiel Gørløse in der dänischen Kommune Hillerød. Es wurde im 19. Jahrhundert zerstört.

## Lage
Das Grab lag etwa auf halber Strecke zwischen Gørløse und Skævinge beim Hof Øllingegård unmittelbar an der Bahnstrecke. In der näheren Umgebung gibt bzw. gab es zahlreiche weitere megalithische Grabanlagen.

## Forschungsgeschichte
Im Jahr 1890 führten Mitarbeiter des Dänischen Nationalmuseums eine Dokumentation der Fundstelle durch. Zu dieser Zeit waren keine baulichen Überreste mehr auszumachen. Eine weitere Dokumentation im Jahr 1942 kam zum gleichen Ergebnis.

## Beschreibung
Die Anlage besaß eine längliche Hügelschüttung unbekannter Länge und Orientierung. Über die Grabkammer liegen keine Informationen vor.